# Staianus acuminatus
Staianus acuminatus là một loài nhện trong họ Sparassidae. Chúng thuộc chi đơn loài Staianus, được Eugène Simon miêu tả năm 1889.